# Salvatore Schillaci
Salvatore (Totò) Schillaci (Italiaans: [salvaˈtore toˈtɔ skilˈlatʃi]) (Palermo, 1 december 1964 – aldaar, 18 september 2024) was een Italiaans betaald voetballer. Hij was de winnaar van de Gouden Schoen bij het wereldkampioenschap voetbal in 1990. In dat toernooi scoorde hij zes keer.
Schillaci, bijgenaamd Totò, werd in Palermo (Sicilië) in een arme familie geboren. Toen hij begon met voetballen, speelde hij voor een amateurclub in Palermo, genaamd Amat Palermo. Vanaf 1982 speelde Schillaci voor Messina, een Siciliaanse voetbalclub. Hij speelde daar tot 1989, waarna hij, met name door het getoonde scorend vermogen bij Messina, ging spelen voor Juventus in Turijn. Hij debuteerde in de Serie A op 27 augustus 1989. Het was dan ook verrassend dat Azeglio Vicini, de toenmalige coach van het Italiaanse nationale elftal, Schillaci reeds selecteerde voor het WK-voetbal van 1990, terwijl Totò geen enkele internationale voetbalervaring had. Hij werd daarom als laatste naam geselecteerd voor het Italiaanse nationale elftal.

## WK 1990
Het debuut van Schillaci op het WK 1990 was toen hij Andrea Carnevale verving tijdens de eerste wedstrijd van het Italiaanse elftal. De eerste wedstrijd speelde Italië tegen Oostenrijk. Schillaci maakte tijdens deze wedstrijd het eerste en enig doelpunt, waardoor Italië met 1-0 won. In de wedstrijd tegen het elftal van de Verenigde Staten scoorde Schillaci niet, maar kwam hij wederom als wisselspeler het veld in. In de volgende wedstrijd tegen Tsjechoslowakije kreeg hij voor het eerst een basisplaats en scoorden zowel Roberto Baggio als Totò Schillaci waardoor Italië met 2-0 won. Schillaci bleef winnende doelpunten scoren voor zijn team. Ook in de vervolgwedstrijden tegen Uruguay en Ierland scoorde hij voor zijn team. In de halve finale speelde Italië tegen het team van Diego Maradona. Argentinië en Italië speelden 1-1 gelijk waarna Italië de strafschoppen verloor. Niettemin scoorde Schillaci ook in deze wedstrijd een doelpunt. Ten slotte scoorde Totò nog in de wedstrijd tegen Engeland om de derde en vierde plaats. Daarmee bracht hij zijn totaal aantal doelpunten op 6.

## De jaren na het WK
Na het WK 1990 speelde Schillaci nog twee jaar voor Juventus. Vervolgens vertrok hij naar Internazionale. Veel scoorde Schillaci echter niet meer. Dit kwam vooral doordat hij na het WK veel fysieke problemen had. In 1994 ging Schillaci voor de Japanse voetbalclub Júbilo Iwata spelen. Schillaci stopte in 1999 met zijn actieve voetballoopbaan. Later runde hij een jeugdvoetbalopleiding in Palermo.
Schillaci overleed op 59-jarige leeftijd aan de gevolgen van darmkanker.

## Loopbaan
- 1981/82 Palermo
- 1982/89 Messina
- 1989/93 Juventus
- 1993/94 Internazionale
- 1994/99 Jubilo Iwata